# Hermonassa swanni
Hermonassa swanni là một loài bướm đêm trong họ Noctuidae.